# Gesäuse Nemzeti Park
A Gesäuse Nemzeti Park Stájerország északi részén található, az Enns folyó völgyében. Az IUCN besorolása szerint a II. kategóriába tartozik.

## Legfontosabb adatok
Alapítás dátuma: 2002. október 26.

Területe: 11054 ha

Ausztria hatodik, egyben legfiatalabb nemzeti parkjának nevét az Enns adta, a Gesäuse jelentése zúgás. Méretét tekintve ez az ország harmadik legnagyobb nemzeti parkja. A védett terület magját maga a folyóvölgy alkotja az Ennstali-Alpokban, és a Hochtor-csoportot, valamint a Buchstein-masszívumot foglalja magában.
Tengerszint feletti magassága: 490–2370 m (1880 m szintkülönbség)

Legmagasabb pontja: Hochtor 2370 m
A terület megoszlása:

alpesi terület 31%

bokorerdő 13,5%

erdő 50%

vizek 0,5%

alpesi rét, legelő 5%
Tulajdoni viszonyok:

99,3% Stájerország tartomány

0,5% állami tulajdonú vizek

0,2% magánkézben lévő földterületek
A nemzeti park települései:

Johnsbach 51%

Weng 30%

Admont 7%

Landl 6,5%

Hieflau 4,5%

St.Gallen 1%
Egyéb védett területek:

Eisenwurzen Natúrpark

Natura 2000

## Geológia
Az Ennstali-Alpok a Rajna-medencétől a Bécsi-erdőig húzódó Északi Mészkő-Alpok vonulatához tartozik; leggyakoribb karbonátos kőzetei a dachsteini mészkő és a ramsau dolomit. Az üledékes mészkő anyaga kb. 150–230 millió éve, a triász és jura korban ülepedett le. Ennek változataiból áll a földtörténeti ókorból származó ősi kőzeteket fed, az Alpok felgyűrődésekor kialakult felső-kelet-alpi takaró.

Az Ennstali-Alpok nyugaton a Haller Mauern, keleten a Gesäuse hegyeihez csatlakozik; az Enns és az Erzbach választja el a Sváb Alpoktól (Schwäbische Alb) és az Eisenerzi-Alpoktól – a délebbre húzódó hegylánc már a grauvakke-zónához tartozik. Északra az Elő-Alpok felé a hegyek egyre alacsonyabbak, alig 10 km-re a Gesäuse hegyeitől már a Kalkalpen Nemzeti Park kezdődik. Dél felé haladva a meredek mészkősziklákat lankásabb, paleozoós palából és kvarcitból álló, erdős hegyek váltják fel. Ezekben a hegyekben (mint például az Erzbergben) sok az érc és más ásványkincs.

A Gesäuse egy Kelet-Ausztriára kevésbé jellemző, zömmel dachsteini mészkőből álló lánchegység. A tájra jellemzőek a bizarr karsztos formák. A sziklafalak tövében a könnyen repedező és töredező, ún. wettersteini dolomit bukkan a felszínre. Ez a középső triászban keletkezett, és érdekes sziklaképződményeket alkot. A dolomit és mészkő közötti átmeneti kőzet az ún. dachsteini dolomit. A wettersteini és a dachsteini dolomit között gyakran tűnik fel egy barna homokkőből, fekete palából és dolomitból álló, sötétebb sáv. A dachsteini dolomit és a mészkő átmenete nem éles, hanem fokozatos, a magnézium aránya fokozatosan csökken. A dachsteini mészkő különösen tisztának számít: kalcium-karbonát-tartalma többnyire 95% feletti.

A jura kőzetei jóval színesebbek a dachsteini mészkőnél; főleg vöröses árnyalatok jellemzik őket. Ezeknél fiatalabb kőzetek a Gesäuse hegyei között alig találhatóak; többségük már lekopott. Különlegesség a fennsíkokon még nagyobb magasságokban is előforduló gazdag agyagos talaj, ami a paleozoikumból maradt meg, amikor ez a vidék még szubtrópusi éghajlatú dombság volt.

A jégkorszak alakította ki a hegyek mai formáját: a gleccserek mély, U alakú völgyeket vájtak, és hatalmas morénákat hagytak hátra. Pontosan ezen a vidéken értek véget azok a hatalmas jégfolyamok, amelyekből az olvadékvizek a völgyekbe mosták a felaprózott kőzetet. Ilyen, mára megszilárdult hordalékhalmok jellemzik az Enns-völgy Hieflau alatti részét. Az Enns Gesäuse fölötti szakaszain a folyóvölgyet többször is eltorlaszolták a sziklaomlások vagy a jég, így a tavak vízszintje a Würm-glaciális végére igen magasra emelkedett. A völgyeket fokozatosan feltöltötte a hordalék (a homok és az agyag), így alakulhattak ki itt a felső Enns-völgy lápjai.

## Története
- 19. század vége: az első szervezet megalapítása, hogy megakadályozzák a földterületekkel való spekulációt
- 1908–12: első tervek a Gesäuse vízenergiájának hasznosítására
- 1913: az első kezdeményezés egy stájer természetvédelmi park létrehozására (Niedere Tauern)
- 1919: elkészülnek egy 8 lépcsős vízerőmű tervei
- 1954–56: a Kummerbrücke tározó megépítése
- 1958. július 8.: a Gesäusét, a hozzá tartozó Enns-völgyet a tartományi határig és a wildalpeni Salza-völgyet Stájerország legelső természetvédelmi területévé nyilvánítják
- 1977: a tartományi parlament megszavazza a Niedere Tauern Nemzeti Park létrehozását
- 1986: a hetvenes évek vége óta tervezett vízerőműről folyó vita kapcsán polgári kezdeményezésre megalakul a Plattform Gesäuse nevű szervezet
- 1988 február: a Gesäuse-Eingang nevű zúgós Enns-szakaszt természeti emlékké nyilvánítják
- 1991: a tartományi parlament megszavazza a Kalkalpen Nemzeti Park létrehozását, azonban a kezdeményezés a lakosság ellenállásán megbukik. A lakosság nem járul hozzá a magánterületen lévő nemzeti parkhoz, azt követelik, hogy a védett övezet tartományi kézben lévő területen jöhessen létre. A tartományi természetvédelmi megbízott megállapítja, hogy a Gesäuse alkalmas erre a célra.
- 1996 ősze: a régió 8 polgármestere szándéknyilatkozatot ír alá a park létrehozására
- 1998. augusztus 17.: a természetvédelmi szervezetek a tartományi parlamentben a Gesäuse Nemzeti Park létrehozását szorgalmazzák
- 1998 december: megjelenik a nemzeti park Xeis című lapjának első száma
- 1999. június 26.: közzéteszik a megvalósíthatósági tanulmányt
- 2001. július 3.: a zöldek kezdeményezik a nemzeti parkról szóló törvényjavaslat benyújtását
- 2001. július. 10.: egyhangú döntés a Gesäuse Nemzeti Park létrehozásáról 2002. októberéig, az érintettek bevonásával megkezdődik a törvényjavaslat kidolgozása
- 2001. október 9.: a javaslat közzététele, aktív társadalmi részvétel a vitájában, egyre növekvő támogatás, az admonti apátság is jelzi részvételi szándékát
- 2002. március 12.: a tartományi parlament elfogadja a nemzeti parkról szóló törvényt
- 2002. május 4–6.: az IUCN delegációt küld, amely jelentésében július 2-án az IUCN II. kategóriájának megfelelőnek minősíti a Gesäuse Nemzeti Parkot
- 2002. október 26.: Admontban ünnepélyes keretek között aláírják a nemzeti parkról szóló törvényt: Ausztria kormányának képviseletében Wilhelm Molterer mezőgazdasági és környezetvédelmi miniszter, Stájerország képviseletében Waltraud Klasnic tartományi elöljáró
- 2003. január 1.: az aláírt törvény hatályba lép
- 2003. december 5.: a park nemzetközi elismerése mint IUCN II. kategóriába sorolt védett terület

## Flóra
A Gesäuse Nemzeti Parkra a fajok rendkívüli gazdagsága jellemző, amely különböző okokra vezethető vissza. Ezek közül nagyon fontos a talaj szerepe, hiszen a mészköves talaj tápanyagokban lényegesen gazdagabb, mint a szilikátos. Az erdővel borított zöld hegyekkel szemben a látszólag kihalt fehér sziklákon is fajok sokasága él. A talaj mellett a szintkülönbség is fontos szerepet játszik, hiszen a nemzeti parkban rendkívül kis területen a sík vidéki és nivális régió kivételével valamennyi magassági öv megtalálható. A növényzet a talaj összetételétől, a széliránytól, a tengerszint feletti magasságtól, a hőmérséklettől és a napsugárzástól függően változik, különösen éles az eltérés az északi és a déli lejtők között.
A Gesäuse Nemzeti Park különlegessége az endemitek (kizárólag itt előforduló fajok) nagy száma: Dianthus plumarius subsp. blandus, Campanula pulla, Primula clusiana, Dianthus alpinus. Amellett, hogy a park valamennyi állat- és növényfaja védett, a fent felsorolt fajok különleges védettséget élveznek, amelyről a park vezetése gondoskodik.
A fajok bemutatása magassági övenként következik, a folyóvölgytől a sziklás hegyvidékekig.

### Az Enns völgye
A folyóra elsősorban két élőhely jellemző: az ártéri erdők és a hordalék-, illetve homokpadok. Mivel utóbbiak gyakran víz alá kerülnek és a helyüket is sűrűn változtathatják, itt többnyire nem tud növényzet kialakulni. A tartósabban szárazon maradó padokon előbb nádfélék, majd fűzfafélék jelennek meg, ezekből alakulhatnak ki később az ártéri erdők. Ezek növényzete buja, hiszen az ismétlődő áradások újra és újra bőséges tápanyaggal látják el. Produktivitása csak a trópusi őserdőkével vethető össze, a mérsékelt égövben egyedülálló. Sajnos a folyószabályozás és az erőművek építése megtizedelte ezeket az erdőket, mára már csak töredékük maradt meg. A Gesäuse Nemzeti Parkban az Enns mentén égererdők nőnek, melyek európai szintű védettséget élveznek. Az égererdőket a szárazabb helyeken kőris-égererdők váltják fel. A szélesebb folyószakaszokon a hordalékpadokon idővel ártéri puhafaligetek alakulnak ki, amelyek időről időre víz alá kerülnek, domináns fafajuk az ezüstös fűz. A ritkán elárasztott helyeken keményfaligetek alakulnak ki, ahol a füzeket hegyi juhar, kőris, vörös bükk váltja fel, megjelennek a bükkösök fajai, az aljnövényzet is ritkább. Különösen megkapó látványt nyújt, amikor az aljnövényzet a tavaszi rügyfakadást megelőzően virágba borul.

A hordalék- és homokpadok kialakulása a víz folyásának sebességétől és a meder alakjától függ. A sebesebb szakaszokon a folyóvíz komoly rombolómunkát végez, akár nagyobb szikladarabokat is leszakíthat és elsodorhat, míg a sekélyebb részeken ezek idővel leülepednek: előbb a nagyobb darabok, legvégül pedig a finom szemű homok és a vízben lebegő organikus részecskék. Ez a finom hordalék "trágyázza" az időközönként elárasztott ártéri erdőket is. A folyómeder szélén kialakuló homokpadok gyakran változtatják a helyüket és sokszor kerülnek víz alá, ezeket kopárság vagy ritkás növényzet jellemzi, amely erős igénybevételnek van kitéve. Ugyanakkor az itt élő állat- és növényfajok tökéletesen alkalmazkodtak ehhez a szélsőséges élőhelyhez. Mivel az elmúlt 100 év folyószabályozásai és az erőműépítések Ausztria szinte valamennyi vadvizét eltüntették, különösen értékesek az Enns vadvízi védett szakaszai és az itt előforduló állat- és növényfajok. A homokpadokon elsőként a fehér tippan (Agrostis stolonifera) jelenik meg, amelynek vízszintes hajtásai a csomóknál legyökereznek, majd innen növeszt új hajtásokat, mintegy kúszva a talajon. A parti nádtippan (Calamagrostis pseudofragmites) Közép-Európa fokozottan veszélyeztetett társulásai közé tartozik. A növény föld alatti hajtásokat növeszt, ezekből hajtanak ki az újabb szárak, amelyek akár embermagasságúra is megnőhetnek, a nagyobb hegyi folyók jellegzetes növénye. A vadvizek homokpadjainak jellegzetes növénye a csermelyciprus (Myricaria germanica), amely az Alpok legveszélyeztetettebb ökoszisztémáihoz tartozik, így Európa-szerte fokozottan védett. A növény főleg az olyan helyeken fordul elő, ahol a homokpadok áradáskor víz alá kerülnek, alacsony vízállás esetén viszont erősen kiszáradnak. A 19. század derekán még Admont környékén is jelezték az előfordulását, ám a 20. század első feléig tartó folyószabályozások eltüntették az élőhelyeit, mára már csak a nemzeti park területén fordul elő. A korábbi élőhelyein a szabályozás következményeként megszűnt az áradás és kiszáradás váltakozása, az első növényeket fokozatosan tartósabb társulások váltották fel, míg végül megjelentek a füzesek is. A nem vándorló homokpadokon alakulnak ki a parti fűz-ligetek (Salix eleagnos). Ezek a fák különösen gyorsan regenerálódnak, így akár az erősebb áradásoknak is ellenállnak. A csermelyciprus, a parti fűz és a csigolyafűz (Salix purpurea) erős gyökerekkel kapaszkodik a talajba, így sem az ár, sem a hordalék nem tesz bennük kárt. A füzeseket idővel égererdők váltják fel.

### Hegyi erdőségek
A hegyvidék erdőségei a magasságtól, a hegyoldal fekvésétől, a talaj összetételétől és a geológiai adottságoktól függően rendkívül változatosak lehetnek. Legintenzívebben a lavinák és kőomlások okozta katasztrófák nyomán újulnak meg.

#### Szurdokerdő
A folyók és a patakok a sziklákba mély völgyeket, szurdokokat vájtak, ugyanakkor ezek összterülete mindössze egy hektárnyi, így itt nem alakultak ki tipikus szurdokerdők. Az egyetlen nagyobb, összefüggő terület a Hartelsgraben. A lombkoronaszint jellemző fái:
- hegyi juhar (Acer pseudoplatanus)
- magas kőris (Fraxinus excelsior)
- bükk,
- lucfenyő,
- szil.

Ha a cserjeszint oldalról vagy a lombkorona megritkulása miatt fentről elegendő fényt kap, itt is a lombkoronaszint fái jelennek meg a lonc és a kecskerágó mellett.
A fajgazdag gyepszint jellemző növényei:
- éplevelű gímpáfrány (gímnyelv, Phyllitis scolopendrium vagy Asplenium scolopendrium),
- holdviola (Lunaria spp.).

A mohaszint ugyancsak rendkívül változatos.

#### Luc-, jegenyefenyő- és bükkerdő
A Gesäuse legelterjedtebb társulása a luc-, jegenyefenyő- és bükkerdő. Zavartalan fejlődése esetén a jegenyefenyők és a bükkök sűrű, árnyas erdővé fejlődnek, amelyben gyakran hiányzik a cserjeszint. Elterjedése változatos, egészen a montán régióig megtalálható.
A társulás legjellemzőbb növényei:
- Jegenyefenyő (Abies alba)
- Vörös bükk (Fagus sylvatica)
- Fekete hunyor (Helleborus niger)

#### Szubalpin lucfenyőerdő
A magasság növekedésével eltűnnek a hideget és szárazságot kevésbé tűrő bükkök és jegenyefenyők, az erdők fokozatosan tiszta lucfenyőerdőkké válnak. Még nagyobb magasságokban a lucfenyőt felváltja a vörösfenyő és a havasi cirbolyafenyő. A Gesäuse területén a szubalpin lucfenyőerdő övezete 1300 méteren kezdődik és 1700 méteres magasság fölött ér véget.
A társulás legjellemzőbb növényei:
- Lucfenyő (Picea abies)
- Szakállzuzmó (Usnea filipendula)

#### Fenyőerdő
A Gesäuse képét a Würm-glaciális után (6000 évvel ezelőtt) után a fenyőerdők határozták meg, amelyeket viszont mára már a legszárazabb területekre szorított vissza a lucfenyő, a jegenyefenyő és a bükk. Fenyőerdőket elsősorban a dolomitok déli sziklás-törmelékes lejtőin találunk, ahol télen sem alakul ki összefüggő hótakaró, így az állatok is gyakran bújnak meg itt. Nyáron ezekben az erdőkben nagyon magasra emelkedik a hőmérséklet, ami az olyan melegkedvelő növényeknek kedvez, mint például az orchideák.
A társulás legjellemzőbb növényei:
- erdeifenyő (Pinus sylvestris)
- Boldogasszony papucsa (Cypripedium calceolus).

#### Vörösfenyő-cirbolyafenyő-erdő
Az erdős övezet legmagasabban előforduló társulása, amely főleg a fennsíkokon és a Hochtor meredek sziklafalainak lábánál fordul elő. Ezek az erdők jellemzően nem zártak, a vörösfenyő és a cirbolyafenyő aránya az emberi beavatkozástól és a talaj típusától függően változó. A vörösfenyő könnyű magjait a szél hordja szét, míg a cirbolyafenyő elterjedésében a fenyőszajkó (Nucifraga caryocatactes) játszik fontos szerepet. A madarak a fenyőmagokból éléskamrákat hoznak létre, amelyek egy részének helyét azonban egy idő után elfelejtik, így a megmaradt magokból új fák fejlődhetnek ki.
A társulás legjellemzőbb növényei:
- közönséges vörösfenyő (Larix decidua),
- havasi cirbolyafenyő (Pinus cembra),
- borzas havasszépe (Rhododendron hirtusum).

### Alpesi rétek és legelők
Az alpesi rétek és legelők olyan, sajátságos élőhelyek, amelyeken itt az emberi tevékenység, az extenzív gazdálkodás aktívan hozzájárul a fajok sokféleségének kialakulásához. A legeltetés hatására bizonyos növényfajok elszaporodhatnak, hiszen az állatok szelektíven választják meg a takarmányukat. Emellett a legelő állatok nemcsak letapossák a réteket, de gazdagon meg is trágyázzák azokat. Az intenzív legeltetés hatására alakul ki például a szőrfűgyep.
A társulás legjellemzőbb növényei:
- lósóska (Rumex alpinus),
- fehér zászpa (Veratrum album)
- szártalan bábakalács (Carlina acaulis). Ez a növény rendkívül érzékeny a páratartalom változására: eső előtt bezárja a szirmait, így időjárás-előrejelzőként is ismert.
- szakállas harangvirág (Campanula barbata)
- tavaszi tárnics (Gentiana verna),
- hegyi árnika (Arnica montana
- havasi sisakvirág (Aconitum napellus) – rendkívül mérgező növény, a kelták nyílmérge volt. Mérge már igen csekély mennyiségben is leállítja a szívet és megbénítja a légzést.
- szőrfű (Nardus stricta).

### Sziklák és kövek
A Gesäuse meghatározó elemei a víz mellett a kő és a szikla. A Buchstein, a Hochtor és a Reichenstein bővelkedik a bizarr felszíni formákban, a kőgörgetegek sok helyen egészen az Ennsig nyúlnak. A kopár vidék mégis számos, igazi "túlélő" fajnak nyújt otthont. A legfeltűnöbb, hogy a növények szervei a legszükségesebbekre korlátozódnak, a szár szinte eltűnik vagy nagyon röviddé válik, a levelek rögtön a felszín fölött helyezkednek el, így javítva a széllel és a hideggel szembeni ellenállóképességet. Az élőhely tipikus növényei a párnás és rozettás növények, még a füveknél is megfigyelhető a fészkes forma. A gyengén fejlett leveles részekkel ellentétben szembetűnőek a gyakran nagy, színpompás virágok, amelyek az ideális beporzást szolgálják a rendkívül rövid virágzási időszakban. A poszméhek a többi méhfajjal ellentétben képesek testhőmérsékletük szabályozására, akár 5 °C-ban is kirepülnek, így biztosítva a zord körülményekhez alkalmazkodott alpesi növények beporzását.

A Gesäuse az Alpokon belül is kiemelkedik a fajok rendkívüli gazdagságával, amelyek között sok az endemikus faj. A két legjellegzetesebb közülük a tollas szegfű (Dianthus plumarius subsp. blandus) és a csenkesz (Festuca versicolor subsp. brachystachys) egy-egy alfaja.

A Gesäuse területén gyakori kőomlások már nem mozgó kövein először az acsalapu (Petasites paradoxus) jelenik meg, amely hosszú, szerteágazó gyökereivel stabilizálja a talajt. Ezt követően a parti füzek jelennek meg, amelyek hamarosan füzes ligetet alkotnak. Jellemző fajok a Salix appendiculata, a hegyi juhar (Acer pseudoplatanus) és az erdeifenyő (Pinus sylvestris). A helytől függően kialakulhat belőle alpesi erika (Erica carnea) - erdeifenyő-erdő vagy törpefenyves is. A törpefenyő (Pinus mugo) sikeresen alkalmazkodott a szélsőséges körülményekhez, védelmében könnyebben telepednek meg más fajok, mint például a hegyi juhar (Acer pseudoplatanus), a vörösfenyő (Larix decidua), a madárberkenye (Sorbus aucuparia) és a cirbolyafenyő (Pinus cembra). Más bokorerdő-társulások alakulnak ki az árnyas lejtőkön és a nyirkos árkokban. Itt a törpefenyő helyett a havasi éger (Alnus viridis) dominál. Déli fekvésű lejtőkön a 10 méternél nem magasabb bükkösök terjednek el, segítenek a talaj stabilizálásában és tápanyaggal látják el a társulás növényeit. Szárazabb, tápanyagokban szegényebb talajok jellemző növénye a mogyoró (Corylus avellana), amely szintén javítja a talaj minőségét, így teret adva más fajoknak is.

## Fauna
A nemzeti parkot az élőhelyek sokszínűsége jellemzi, amely nagyban hozzájárul az itt előforduló állatfajok magas számához. A változatosság a táj strukturális gazdagságának, a nedves élőhelyek sokféleségének és a sok folyóvíznek köszönhető, amihez hozzájárul az alpesi legelőkön és réteken folyó gazdálkodás is.
Néhány állatcsoportot már viszonylag alaposan feltérképeztek, így például az Enns 16 halfaját és a madárvilág nagyjából 110 faját, elsősorban a Buchstein madarait. A madárvédelem szempontjából többek között különösen jelentős az uhu, a vándorsólyom, a sas és a billegetőcankó előfordulása.
Sok adat áll rendelkezésre a patásokról és a fajdfélékről, míg a gerincteleneket és bizonyos emlősöket, például a denevéreket eddig alig kutatták, így a nemzeti park feladatai közé tartozik az is, hogy ezeken a területeken is megfelelő adatállományt hozzon létre. Ezt a célt szolgálja az együttműködés az egyetemekkel.
A fajok felsorolása és ismertetése a magassági övek szerint követi egymást.

### Az Enns völgye
A folyó gazdag állatvilágnak ad otthont. Magán a folyóvízen kívül ide tartoznak a folyópartok, az árterek, sőt az ártéri erdők is, minden olyan élőhely, amelynek létét a víz közelsége és mozgása alakítja.

#### Emlősök
Az európai vidra (Lutra lutra) egykoron gyakori lakója volt Közép-Európa vizeinek. Állománya mára nagyon lecsökkent, Ausztriában a Waldviertelben él nagyobb számban, az Alpokban a Gesäuse-Eingang táján láttak egyes példányokat. A vidra az ember áldozata, hiszen több tucat négyzetkilométernyi territóriumra, esetenként akár 15 km-es folyószakaszra van szüksége, ám a természet átalakításával élettere lecsökkent. A folyószabályozás, a vízlépcsők és erőművek átalakították a természetes folyóvizeket, ráadásul az ember vadászott is a vidrára.

#### Madarak
A folyóknak és patakoknak számos jellegzetes faja van, például a vízirigó (Cinclus cinclus) és a hegyi billegető (Motacilla cinerea), melyek a Gesäuse területén is előfordulnak. A vízirigó csak a gyors folyású, tiszta vizek mellett él, így megjelenése a vízminőséget is mutatja. A billegetőcankó (Actitis hypoleucos) a hordalékhalmok madara, az álcázás mestere. Mivel tojásait közvetlenül a sziklamélyedésekbe rakja, azok héjának színe nagyon hasonló a környező sziklákéihoz. A fiókák is hasonlóan rejtőznek a ragadozók elől. A faj csak az érintetlen folyópartokon él, ezért napjainkban Közép-Európában már csak szórványosan fordul elő. A jégmadár (Alcedo atthis) sorsa is hasonló, állománya az emberi tevékenység következtében csökkent le. Ez a faj a fészkét a partfalba vájt kb. 1 méter hosszúságú üregbe rakja, ahol a folyópartot átalakítják vagy beépítik, a madár élőhelye megszűnik. Nagyon érzékeny a víz szennyezésére is, hiszen a táplálékát képező apró halakat és vízben élő rovarokat a szennyezett vízben már nem látja meg.

#### Hüllők és kétéltűek
A foltos szalamandra (Salamandra salamandra) a bükkös szurdokerdők lakója, ahol tiszta vízfolyások is vannak a közelben. A Gesäuse területén például a Hartelsgraben környékén fordul elő. Feltűnő mintázata figyelmeztetés: bőrének mirigyei mérget választanak ki, így védve az állatot a ragadozóktól. A vízisikló (Natrix natrix) ezen a szélességi körön a leggyakoribb nem mérges kígyó. Napos helyeken él, ahol a közelben lassú folyású vagy állóvíz is található. Táplálékát elsősorban a vízből szerzi, de kisebb rágcsálókat és kétéltűeket is fogyaszt. Zsákmányát méreg híján élve nyeli le. Ha megtámadják, felágaskodik, esetenként bűzös váladékot lövell támadója felé. Ha ez nem használ, gyakran halottnak tetteti magát.

A kétéltűek közül a gyepi béka (Rana temporaria), az erdei béka (Rana dalmatina), a pettyes gőte (Triturus vulgaris) és a tarajos gőte (Triturus cristratus) él a Gesäuse területén. A hüllők és a kétéltűek is az egyre fogyó vizes élőhelyek lakói, így fokozott védelmet élveznek. A nemzeti park fontos feladatának tekinti ezeknek a fajoknak a védelmét, főleg a vándorlásuk idején, ezért védőkerítéseket és biztonságos átkelőket építenek a forgalmasabb utak mentén.

A gerinctelen állatok óriási száma miatt az itt előforduló rengeteg szöcske-, bogár- és pókfaj bemutatása szinte lehetetlen, a nemzeti park honlapján azonban időről-időre egy-egy fajról részletesebben is lehet majd olvasni a különleges állatportrék (Tierportraits der besonderen Art) rovatban.

#### Halak
A 19. században még 14 halászatilag jelentős halfajról írtak, amelyek mellett valószínűleg más fajok is előfordultak. Napjainkban az Ennsben és mellékfolyóiban 16 halfaj él, az egyes fajok aránya az idők során eltolódott. Új fajok is jelentek meg, más fajok pedig eltűntek, így például a folyón felfelé vándorló fajok, amelyek a vízlépcsők elkészülte után már nem jutnak fel a Dunából az Ennsbe (például a paduc Chondrostoma nasus és a dunai lazac Hucho hucho). Egyre kevesebb a vaskos csabak (Leuciscus souffia agassizi) és a pataki ingola (Lampetra planeri), de a nemzeti park erőfeszítési nyomán remélhetőleg hamarosan újra elterjednek.

### Hegyi erdőségek
Az erdők határozzák meg a Gesäuse képét, a legváltozatosabb társulások fordulnak elő az ártéri erdőktől az erdőhatáron élő törpefenyvesekig. Másutt nem ilyen fokozatos az átmenet, az erdőket hirtelen váltják fel a magasba szökő kopár sziklafalak. Az erdők változatossága miatt nagyon sokféle állatfaj él bennük.

#### Emlősök
A patások közül Ausztria erdeiben a legelterjedtebb az őz (Capreolus capreolus), nagymértékben képes alkalmazkodni a legváltozatosabb körülményekhez is. A mezőkön élő őzekkel ellentétben a hegyekben az állatok zömmel egyedül élnek. Csak a hímek növesztenek agancsot. Mivel az őzek rejtőzködő életmódot folytatnak, számukat csak megbecsülni lehet.

A mesékből mindenki ismeri a vörös rókát is (Vulpes vulpes), amelyet viszonylag gyakori előfordulása ellenére is csak nagyon ritkán lehet látni. Érzékszervei igen fejlettek, bonyolult járatokból álló kotorékát főleg éjjel hagyja el. Tápláléka közel 90%-ban egerekből áll, de fogyaszt bogarakat, gyíkokat, békákat, sőt gyümölcsöket is. Az erdő "egészségügyi rendőrségének" is nevezik, hiszen az elhullott állatok tetemei és a legyengült, beteg egyedek is szerepelnek az étlapján.

A denevérekről az emberek többsége csak annyit tud, hogy ezek a "különös szerzetek" hangtalanul suhannak az éjszakában, a füleikkel látnak, a kezeikkel repülnek és a lábujjaikkal kapaszkodva alszanak. Az előítéletek miatt irtották, sőt sok helyütt ma is irtják őket, emiatt az erősen veszélyeztetett fajok közé tartoznak. Az egyes fajok különféle élőhelyeken fordulhatnak elő, a nemzeti parkban honos fajok elsősorban barlangokban, fák üregeiben vagy régi padlásokon élnek. Zsákmányukat ultrahanggal tájékozódva ejtik el, főleg kisebb éjszakai rovarokkal táplálkoznak, amelyeket hegyes fogaikkal tartanak meg. Védelmük érdekében ne háborítsuk őket, lehetőség szerint ne alkalmazzunk rovarirtó szereket és óvjuk természetes élőhelyeiket.

A sűrű aljnövényzetű erdők lenyűgöző lakója a siketfajd. A hímek látványos barnásfekete tollazata a napfényben fémesen, kékeszölden csillog. A nőstények szürkés-rozsdabarnás színűek, az aljnövényzetben alig észrevehetőek, ami hozzájárul ahhoz, hogy fiókáikat zavartalanul nevelhessék. A kifejlett madarak kizárólag növényekkel táplálkoznak, nyáron bogyós gyümölcsökkel, télen a fenyőfélék tűleveleivel, zuzmókkal, de a fiókák fogyasztanak apró rovarokat is. A siketfajd rendkívül érzékenyen reagál környezete változásaira, ezért a faj védelmében nagyon fontos, hogy élőhelyeiket változatlanul megőrizzük.

#### Rovarok
Az itteni erdők legszínpompásabb faja a havasi cincér (Rosalia alpina), amelyet kékesszürke szőrzetéről könnyen fel lehet ismerni. A fajra jellemzőek a hosszú csápok, főleg a hímek esetében hosszuk az állat testhosszát is meghaladhatja. Júniustól szeptemberig főleg öreg bükkfákon, ritkábban juharfákon lehet látni ezt a ritka fajt.

## Alpesi rétek és legelők
A Gesäuse alpesi rétjei és nem trágyázott legelői számos állatfajnak szolgálnak táplálékul, néhány, ezekre az élőhelyekre specializálódott fajnak pedig élettérül. Jelentős az itt előforduló rovarfajok száma.

### Emlősök
A gímszarvas (Cervus elaphus) az év nagy részében csordákban él és az olyan erdőkben honos, ahol a közelben tágas rétek is találhatóak. Agancsát a hím minden évben újra növeszti, a szeptember-októberi párzási időszakot (bőgés) követően a nőstények általában egy borjat hoznak világra tavasszal. Főleg a bőgés idején az állatok gyakran látogatják a nedves réteket, ahol az iszapban meghemperegve tudnak megszabadulni a parazitáktól. Táplálékát zöld növények alkotják, de télen megeszi a fák kérgét és a zuzmókat is.

### Madarak
A nyírfajdnak (Tetrao tetrix) változatos struktúrájú élőhelyre van szüksége: a táplálkozásához és szaporodásához a gazdag növényzetű, alacsony bokrokkal tarkított nyílt területeket, pihenőhelyként viszont az erdőszéleket részesíti előnyben. A siketfajdhoz hasonlóan a nyírfajd kakasa is nagyobb a tojónál és tollazata is díszesebb. A kakas fekete tollai fémesen csillognak a tojó rejtőszínével ellentétben. A párzás április-májusban zajlik a még hóval borított nyílt területeken. A dürgés után a tojó 8-12 tojást rak a talajmélyedésekben alig észrevehető fészekbe. A fiókák kikelésük után rögtön követik a tojót, így nem esnek olyan könnyen a ragadozók áldozatául. A fiókák az első hetekben rovarokat esznek, a felnőtt madarak tápláléka nagyrészt növényekből, például füvekből, bogyókból (vörös áfonya), magokból áll.

### Kétéltűek
Az alpesi gőte (Triturus alpestris) közepes termetű faj, a hímek 8 cm, a nőstények 11 cm hosszúak. A párzási időszakban színpompásabbak, egyébként hátoldalukon barnás, hasi oldalukon narancsszínűek. Ikrája barnás színű, kb. 3 mm nagyságú. A faj főleg a kisebb vizekben fordul elő, télre azonban a szárazra húzódik, majd tavasszal tér vissza ismét a víz közelébe. Valamennyi gőtefaj védett.

Az alpesi szalamandra (Salamandra atra) alkatra nagyon hasonlít a foltos szalamandrára, ám ez a faj teljesen fekete. Főleg erdős területeken fordul elő, különleges szaporodása miatt független a vizektől, hiszen elevenszülő. Életmódja miatt viszonylag ritkán látni, hiszen száraz időben főleg a kövek alatt pihen, csak esős-ködös időben bújik elő.

### Rovarok
Az apolló-lepke (Parnassius apollo) a köves, napsütötte, száraz helyeket kedveli, főleg a bogáncsfélék nektárjával táplálkozik, éjszakára is ezek virágait választja. Ha megijesztik, de az alacsony hőmérséklet miatt nem tud elrepülni, akkor elülső szárnyait előrehúzza, láthatóvá téve a hátsó szárnyakon lévő szem alakú foltokat. Közben a hátsó lábait a szárnyak tövéhez dörzsölve sistergő hangot hallat. Petéit is a táplálékául szolgáló növényekre rakja, ezekből fejlődnek ki a hernyók, amelyek végül bebábozódnak. Az apolló-lepke védett faj.

A poszméheket általában kevéssé ismerik, hiszen ezek a méhek családjába tartozó színes rovarok az ember számára nem hajtanak közvetlen hasznot. A növényeknek viszont rendkívül fontosak a beporzás szempontjából, egyes növényfajokat kizárólag a poszméhek poroznak be. A méhcsalád egy öreg és több fiatal királynőből, herékből (hímek) és 50-150 dolgozóból áll. A megtermékenyített királynők kivételével a kolónia a tél beálltával elpusztul, a királynők földbe vájt üregekben telelnek át. A fészküket földmélyedésekbe vagy fákra építik. A poszméhek különlegessége, hogy képesek testhőmérsékletüket szabályozni, izmaik mozgatásával egy percen belül 24 °C-ról akár 37 °C-ra is képesek felmelegedni. Ez részben a peterakás miatt fontos, részben pedig ez teszi lehetővé, hogy nagyobb tengerszint feletti magasságokban is repülhessenek.

### Sziklák és kövek
Az erdőhatár fölötti alpesi régiókat szélsőséges körülmények jellemzik: száraz nyarak és zord telek vastag hótakaróval. Az itt élő állat- és növényfajok az évezredek folyamán alkalmazkodtak a környezethez, változatos túlélőstratégiáikkal az evolúció valódi csodáivá váltak.

#### Emlősök
Az alpesi kőszáli kecske mellett a zerge a magashegységek legjellegzetesebb állata. Az erdőövezet felső határán és a sziklás területeken él, ám ha az emberek megzavarják élőhelyén (pl. sziklamászók), lejjebb húzódik a sűrűbb erdőkbe, ahol a fák kérgének lerágásával jelentős károkat okoz. A zerge ügyesen mozog a sziklákon, az őszi párzási időszakban a hímek látszólag megközelíthetetlen helyeken küzdenek egymással. A rengeteg erőt felemésztő küzdelem után a kemény telek gyakran szedik áldozataikat a kimerült állatok közül.

A hegyek másik közismert lakója a rágcsálók rendjébe tartozó mormota, amely az erdőhatár fölött él földbe vájt üregeiben. A mormotacsaládok kb. 20 egyedből állnak, téli álmot alszanak, ilyenkor testük nyáron felhalmozott zsírtartalékait élik fel.

#### Madarak
Az Alpok legismertebb madara a szirti sas (Aquila chrysaetos), amelyet az emberek az élelemért folytatott küzdelemben vetélytársnak tekintettek és emiatt irtottak. Szerencsére nem olyan végzetes következményekkel mint a szakállas saskeselyű (Gypaetus barbatus) esetében, amely teljesen kipusztult. 2 méteres szárnyfesztávolságával és 5 kg körüli súlyával képes a mormotákon és madarakon kívül zerge- és őzgidákat is elejteni. Az osztrák Alpokban állománya jelenleg 250 pár körüli, amely folyamatosan növekszik. A madarak megközelíthetetlen sziklákon fészkelnek, a szülők 2 évig nevelik a fiókát, amely 5 éves korára válik ivaréretté.

A táplálkozási láncban jóval lejjebb helyezkedik el az ugyanebben a magasságban élő hófajd (Lagopus muta). Jellemző rá az évszakokkal változó szín: nyáron feketésbarna márványos színével szinte beleolvad a zöldes-szürkés-barnás környezetbe, míg télen a hófehér tollazat szinte észrevehetetlenné teszi a havas tájon.

#### Hüllők
A hüllők között híres-hírhedt a keresztes vipera (Vipera berus). Ez a kígyó kis termetű, színe változatos lehet, többnyire sötétbarnás-feketés, nagyon sok helyen elterjedt faj. Kedveli a napsütötte helyeket, ahol rejtekhelyeket is találhat. A fiatal kígyók kisebb kétéltűekkel és gyíkokkal táplálkoznak, a kifejlett példányok gyakran ejtenek el kisebb emlősöket, például egereket is. Zsákmányukba méregfogaikon keresztül bénító mérget juttatnak, amely az emberre is veszélyes lehet, ám ezek a kígyók nem támadnak, inkább kerülik az emberrel való találkozást.

## Látnivalók, érdekességek
- Fűzfadóm - az Alpok legnagyobb élő növényekből álló építménye. Maga a dóm boltívesen egymáshoz hajló fűzfákból áll, ahol a nemzeti park élővilágával és kutatási témáival kapcsolatos programokon lehet részt venni
- "Sas-TV" A Fűzfadóm kutatási projektjei közül talán a legizgalmasabb dolog élőben figyelni a nemrég kikelt sasfióka első szárnypróbálgatásait. A védett madarak életét a Fűzfadómban élő közvetítés keretében követhetik nyomon a látogatók.
- Geológiai kiállítás Gstatterbodenben a nemzeti park pavilonjában
- 3D-s repülés, Admont, idegenforgalmi információs iroda
- Enns-kalandtúra: túrák szakavatott vezetőkkel szárazon és vízen
- Éjszakai túrák
- Orchideák - a Gesäuse különlegességének számít az itt előforduló 48 orchideafaj, amelyekkel a látogatók szakemberek által vezetett túrákon ismerkedhetnek meg
- Webkamerák: Johnsbach[halott link], Paltenspitz